# Chiaki Omigawa
Chiaki Omigawa (小見川 千明, Omigawa Chiaki), née le 11 novembre 1989 dans la préfecture de Kanagawa, est une actrice et doubleuse (seiyū) japonaise.

## Biographie
Chiaki a fait partie d'une compagnie théâtrale dès l'âge de quatre ans. En 2006, elle est signée par l'agence Hirata Office. En plus de jouer sur scène, elle s'est tournée vers le doublage en 2008, son premier rôle étant celui de la protagoniste Maka Albarn dans l'anime Soul Eater.

## Filmographie

### Séries d'animation
- 2008 : Soul Eater - Maka Albarn (doublage)
- 2009 : Natsu no Arashi! - Jun Kamigamo (doublage)
- 2010 : Arakawa Under the Bridge - P-ko (doublage)
- 2010 : Soredemo Machi wa Mawatteiru - Hotori Arashiyama (doublage)
- 2010 : Hidamari Sketch × Hoshimittsu - Nazuna (doublage)
- 2011 : Hanasaku Iroha - Minko Tsurugi (doublage)
- 2012 : Hidamari Sketch × Honeycomb  - Nazuna (doublage)

### Films d'animation
- 2011 : Towa no Quon - Miu (doublage)

### Jeu vidéo
- 2012 : Zero Escape: Virtue’s Last Reward - Phi (doublage)